# Jürgen zur Mühlen
Jürgen Alfred Georg zur Mühlen (* 3. September 1960) ist ein Konteradmiral a. D. der Deutschen Marine. In seiner letzten Verwendung war er von August 2017 bis September 2023 Kommandeur Einsatzkräfte Marine und Abteilungsleiter Einsatz im Marinekommando.

## Leben
Zur Mühlen trat 1979 in die Marine ein und wurde mit der Crew VII/81 zum Marineoffizier ausgebildet. Nach dem Studium der Wirtschafts- und Organisationswissenschaften folgten Verwendungen als Wachoffizier und Ubootjagdoffizier. Von Juli 1991 bis September 1992 und dann wieder von Oktober 1993 bis September 1995 war er 1. Schiffseinsatzoffizier auf der Fregatte Lübeck. Von September 1998 bis April 2000 war zur Mühlen Erster Offizier der Fregatte Bayern. Von 2002 bis 2004 war er Kommandant der Fregatte Lübeck. Anschließend war er Adjutant des Generalinspekteurs der Bundeswehr sowie Chef des Stabes der UNIFIL Maritime Task Force.
Vom 1. Januar 2013 bis 23. März 2015 war zur Mühlen Kommandeur der Einsatzflottille 2 in Wilhelmshaven. Mit dieser Verwendung ging auch die Beförderung zum Flottillenadmiral einher. Während der Tätigkeit als Kommandeur der Einsatzflottille 2 war zur Mühlen vom 6. April 2014 bis zum 6. August 2014 als Force Commander der European Union Naval Force – Somalia (Operation Atalanta) im Auslandseinsatz. Von April 2015 bis August 2017 war zur Mühlen Unterabteilungsleiter Sicherheitspolitische Angelegenheiten im Bundesministerium der Verteidigung in Berlin. Von August 2017 bis September 2023 war er Abteilungsleiter Einsatz im Marinekommando. Am 21. September 2023 wurde er in den Ruhestand verabschiedet.